# Ideon

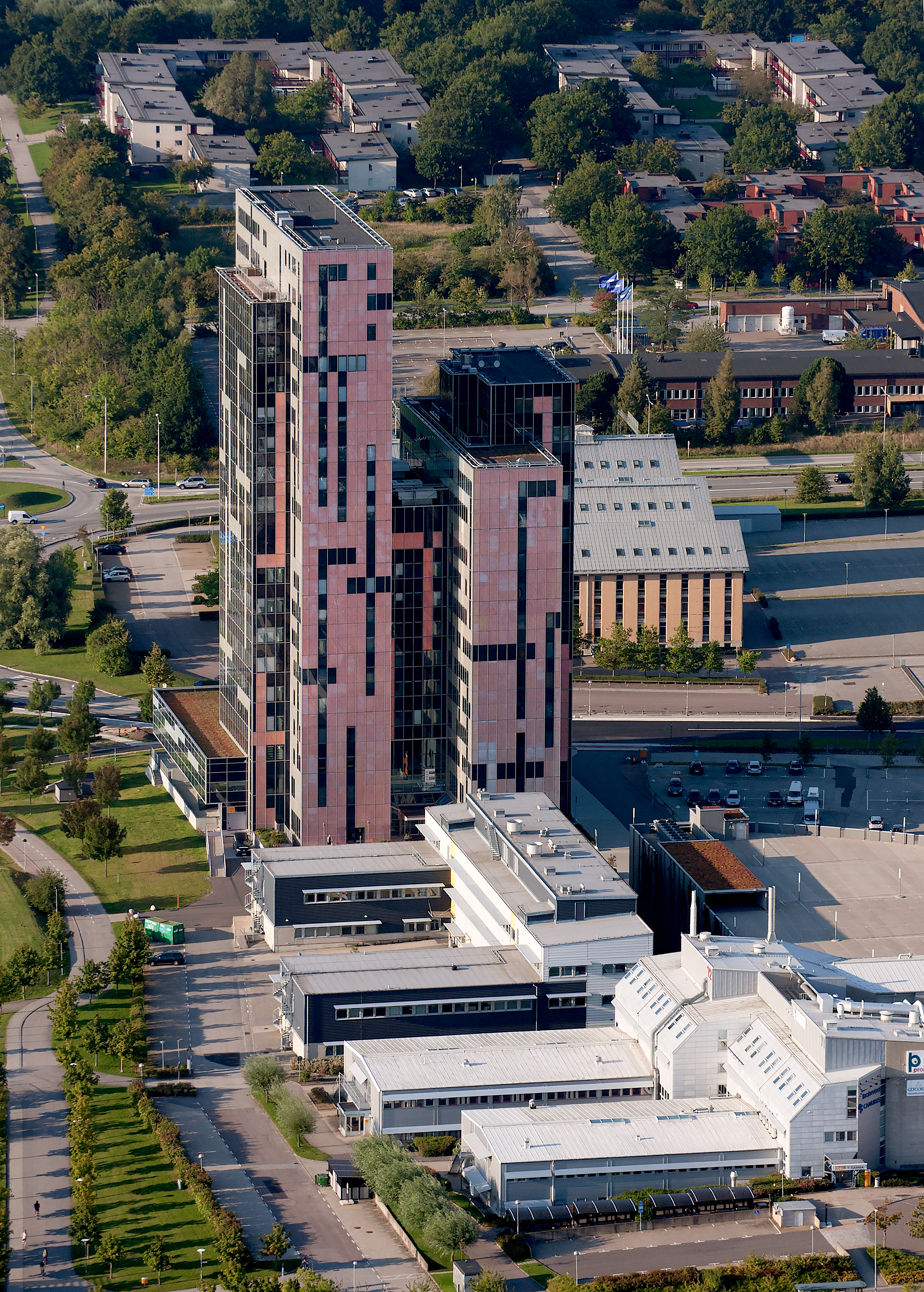
Ideon Gateway

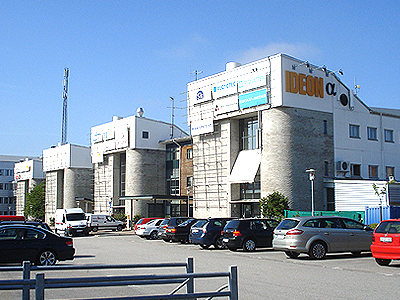
Edificio Alfa en el parque científico de Ideon

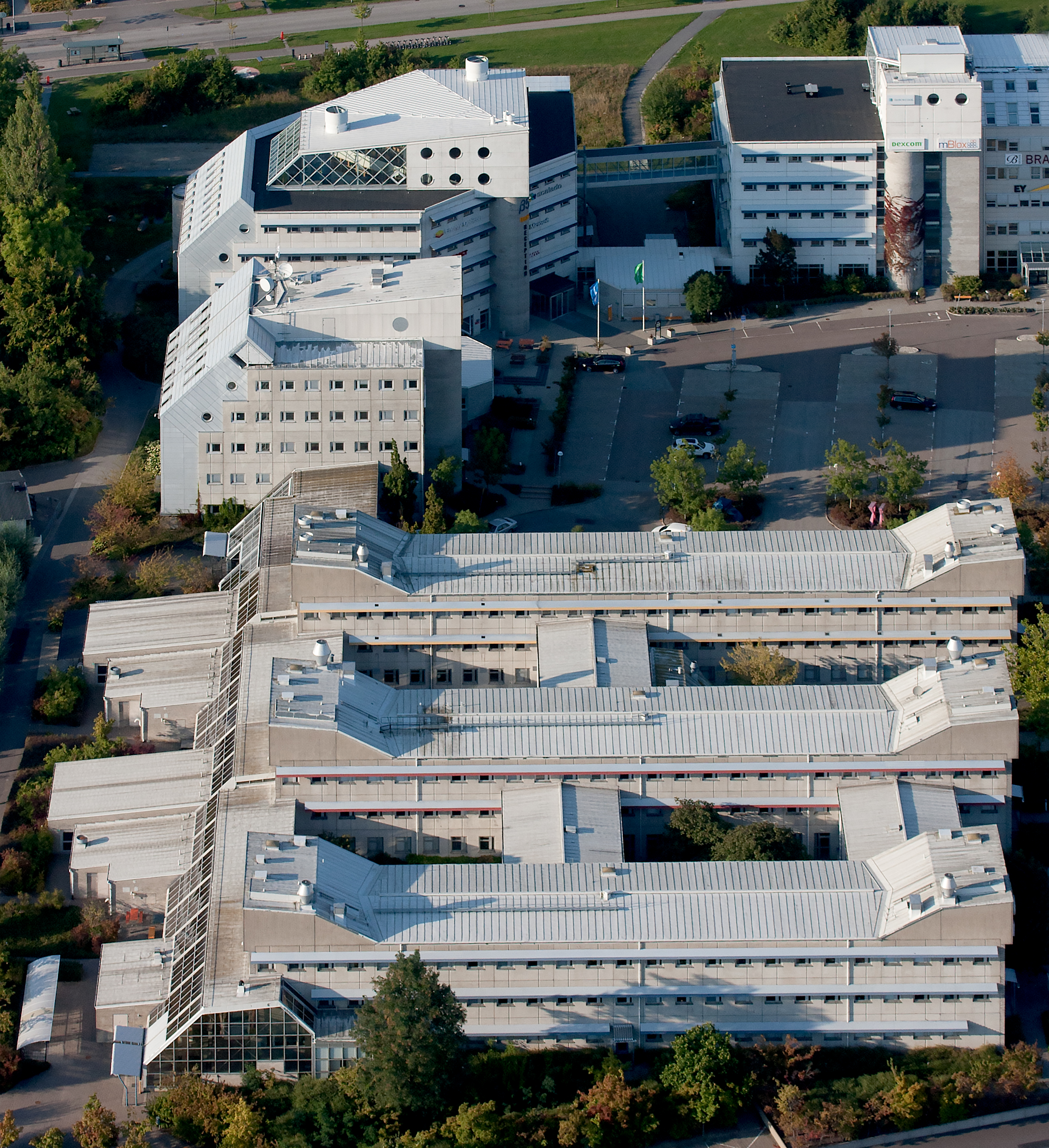
Betahuset

El parque científico Ideon en Lund es el primer parque de investigación de Suecia y actualmente alberga aproximadamente 900 empresas con 4000 empleados, principalmente en informática, tecnología limpia y ciencias de la vida.  Ideon se encuentra en el noreste de Lund, en las inmediaciones de la Universidad de Tecnología de Lund y la Escuela de Economía , en el área conocida como prados de Pålsjö. 
Ideon incluye diecinueve propiedades con 100 000 m² de oficinas, y desde octubre de 2016 es propiedad de Wihlborgs Fastigheter AB, Castellum AB y Vasakronan AB.  Anteriormente, Ikano poseía partes de la cartera de propiedades.
Ideon Gateway es el edificio más recientemente construido en Ideon.  Con 74 metros de altura, es el más alto de Lund.  La fachada  cambia de color según el ángulo desde el que se ve.  La construcción de Ideon Gateway se inició a finales de 2010, y el edificio  se inauguró en enero de 2013. 

## Historia
Cuando se fundó Ideon en 1983, era el primer  parque científico de Suecia. El entonces gobernador de Escania, Nils Hörjel, presentó la idea en 1982, en los famosos días temáticos organizados por la compañía farmacéutica Draco —parte de Astra— durante los años ochenta.  Estos días temáticos, iniciados por el gerente de información de Draco, Anders Zackrés, eran conferencias sobre temas de actualidad que atraían entre 500 y 600 participantes del gobierno, el parlamento, los consejos de condado, los municipios, las empresas y el mundo de la investigación y la educación.
Ideon fue un resultado de la reestructuración de la década de 1970 en la comunidad empresarial de Escania. Esta sentía la necesidad de crear condiciones para nuevas industrias y se inspiró en las instalaciones correspondientes creadas en los Estados Unidos.  Ideon vio la luz como una colaboración entre la Universidad de Lund, la antigua división administrativa condado de Malmöhus, el municipio de Lund y la comunidad empresarial. La compañía Skanska realizó la edificación.  Las primeras empresas se trasladaron en septiembre de 1983. Ericsson Radio Systems inició el desarrollo de la telefonía móvil en el área. En 1988 había alrededor de 100 compañías en Ideon. 
En 1985, se fundó una pequeña extensión del parque de investigación en Malmö, Ideon-Malmö.  Sin embargo, la conexión con Ideon en Lund se rompió en 1998 y el departamento de Malmö se conoce desde entonces como Medeon .

## Empresas
El área consta de varias partes diferentes, ubicadas en los edificios Alfa, Beta, Delta, Gamma y Gateway, todos ellos propiedad de Wihlborgs.  El edificio Alfa, que es el lugar para pequeñas y medianas empresas, se renovó en 2010-2011, cuando se creó un punto de encuentro con el nombre Agora con una cafetería moderna. Actualmente se encuentran allí la incubadora de empresas Ideon Innovation junto con el nuevo centro de negocios de Lund (LNC), VentureLab y Creative Plot. 
El edificio Beta con Ideon Business Lounge alberga alrededor de noventa empresas.  En el edificio Gamma hay una decena de empresas dedicadas a la tecnología médica. 
Ideon también incluye Edison Park y Lundaporten, que son propiedad de Castellum, así como New Water Tower 2 (Mobile Heights Center) y New Water Tower 4 (edificio de Sony), que es propiedad de Vasakronan.